# Kaukauna
Kaukauna est une ville du comté de Calumet et du comté d'Outagamie dans l'état du Wisconsin.
Sa population était de 15 462 habitants en 2010.